# Colegiul Național Áprily Lajos

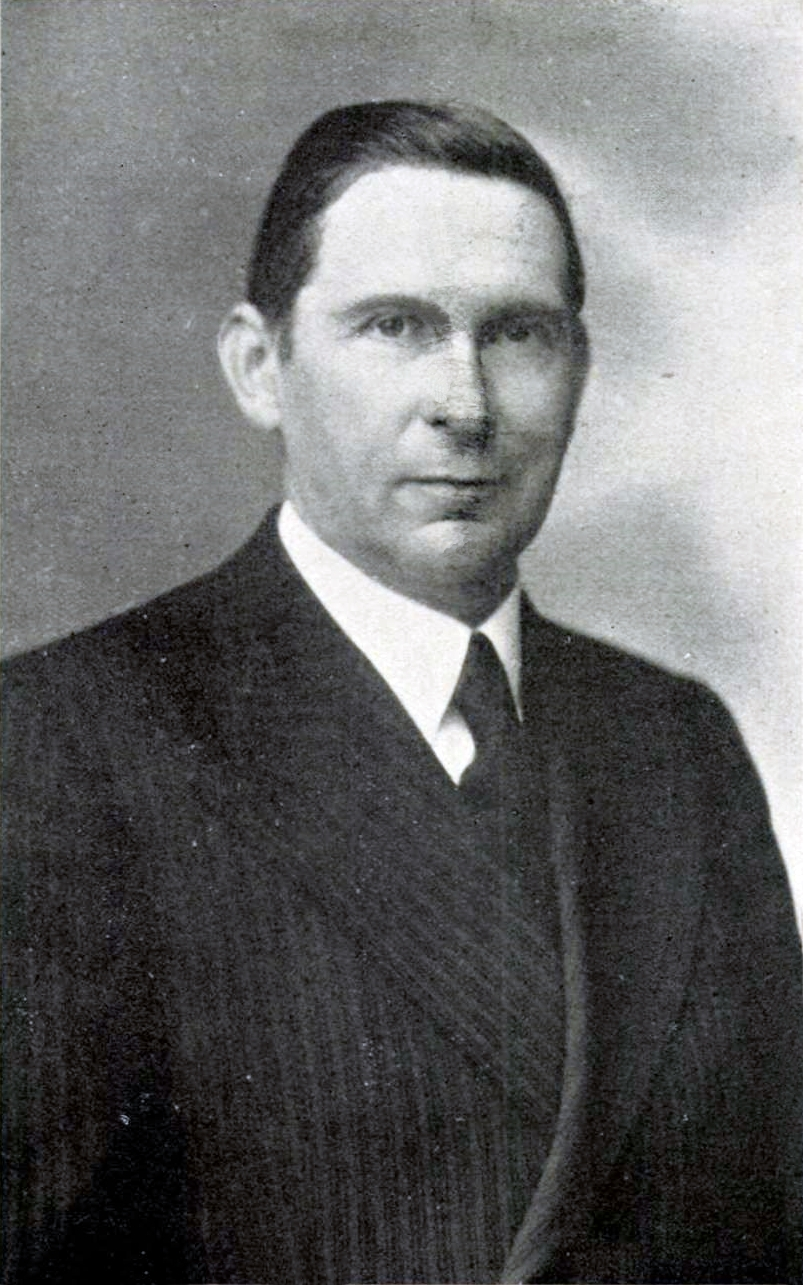
Poetul Áprily Lajos

Colegiul Național „Áprily Lajos” a fost înființat în anul 1837 ca gimnaziu romano-catolic. În prezent este singurul colegiu cu predare în limba maghiară din Brașov. Clădirea principală a instituției a fost proiectată de arhitectul Ignác Alpár și construită în 1901 în partea nordică a centrului vechi, în locul vechilor ziduri ale cetății. Din 1992 poartă numele scriitorului Lajos Áprily.
În liceu există patru specializări:
- Matematică-Informatică (clasa A)
- Comerț (clasa B)
- Științe ale Naturii (clasa C)
- Filologie (clasa D)

Între profesorii gimnaziului s-au numărat Iacob Mureșianu și vărul acestuia, Andrei Mureșanu, numiți la intervenția episcopului Ioan Lemeni de la Blaj, Arpad Bako, atlet, triplu campion al României la săritura în înălțime.